# Quartier de la Salpêtrière
Quartier de la Salpêtrière är Paris 49:e administrativa distrikt, beläget i trettonde arrondissementet. Distriktet är uppkallat efter Hôpital de la Salpêtrière, ett sjukhus ursprungligen grundat år 1656 av Ludvig XIV.
Trettonde arrondissementet består även av distrikten Gare, Maison-Blanche och Croulebarbe.

## Sevärdheter
- Saint-Louis de la Salpêtrière
- Saint-Marcel
- Hôpital de la Salpêtrière
- Gare d'Austerlitz
- Quai d'Austerlitz
- Square Gustave-Mesureur
- Place Louis-Armstrong

## Bilder
| - De fyra administrativa distrikten i Paris trettonde arrondissement. - Saint-Louis de la Salpêtrière. - Square Gustave-Mesureur. - Place Louis-Armstrong. |

## Kommunikationer
- Tunnelbana – linje  – Saint-Marcel
- Tunnelbana – linje  – Campo-Formio